# Zophomyia gymnophthalma
Zophomyia gymnophthalma là một loài ruồi trong họ Tachinidae.